# Ferdinand Theinhardt
Ferdinand Theinhardt, né le 3 mai 1820 à Halle-sur-Saale et décédé le 15 mars 1906 à Berlin, est un créateur de caractères allemand. En 1849 il fonde une fonderie de caractères et produit des caractères pour l’Académie royale des sciences de Prusse à Berlin. En 1851 il produit 2000 caractères de hiéroglyphes pour l’égyptologue Karl Richard Lepsius. Il produira aussi des caractères pour le sanskrit, le zend, l’hébreu, le démotique ou d’autres langues. En 1880 il produit notamment le jeu de caractères Royal Grotesk, qui sera réutilisé pour produire l’Akzidenz-Grotesk.